# 자크 샤를 뒤퐁 드 뢰르

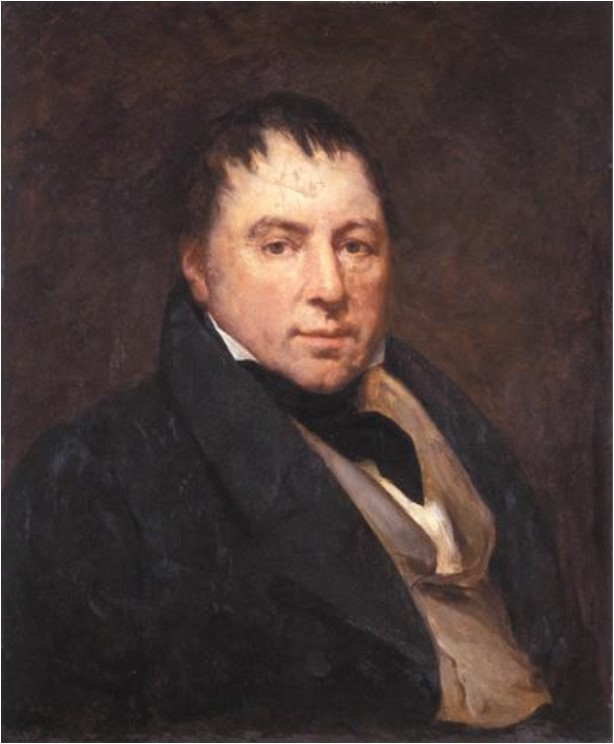
자크샤를 뒤퐁 드 뢰르

자크샤를 뒤퐁 드 뢰르(Jacques-Charles Dupont de l'Eure, 1767년 2월 27일 - 1855년 3월 3일)는 프랑스의 법률가, 정치인이다. 1848년, 7월 왕정 붕괴 후 성립된 제2공화국의 첫 번째 대통령으로 가장 잘 알려져 있다.
노르망디 뇌부르(현재의 외르주) 출신으로, 프랑스 혁명 발발시 노르망디 고등법원의 부속 변호사였다. 제1공화국에서 나폴레옹의 제1제정에 이르기까지 루비에, 루앙, 에브뢰의 법률 사무소에서 근무했다. 처음 정계에 입문한 것은 1798년 총재정부 시대였다. 뒤퐁 드 뢰르는 500인회 의원으로 선출되었다.
1813년 왕정복고 시에는 대의원으로, 나폴레옹의 백일천하 시에는 대의원 부의장으로 각각 선출되었다. 1815년, 제7차 대불대동맹의 연합군이 파리에 입성하자, 그는 프랑스 혁명으로 수립된 자유로운 권리들을 유지할 목적으로 신고서를 저술하여, 연합군과의 협상을 맡은 대표단의 일원으로 선출되었다.
1817년, 루이 18세의 복위로 성립된 프랑스 복고왕정기에서 루이 필립의 7월 왕정 기간까지 뒤퐁 드 뢰르는 계속하여 대의원으로 일하면서 일관되게 자유주의자로 행동하여 원내 자유주의 세력의 사실상의 우두머리였다. 1830년, 법무부 장관에 취임했으나 왕당파와의 불화로 몇 달 만에 사임하고 야당에 몸담게 되었다.
1848년, 2월 혁명이 발발한 후 뒤퐁 드 뢰르는 임시국회의 가장 연장자로서, 의장으로 추대되었고 같은 날 임시정부의 대통령으로 취임했다. 프랑스의 사실상의 국가 원수가 된 것이다. 따라서 그를 프랑스 공화국 최초의 대통령으로 보기도 한다. 뒤퐁 드 뢰르는 1849년 공직을 사임하고 정계에서 은퇴했다.
그는 정치 생활에서 일관되게 자유주의, 입헌주의를 옹호하여 동시대인들의 존경을 얻었고 사람들은 그를 "프랑스의 아리스티데스"로 부르기에 이르렀다.